# Damnatz
Damnatz est une commune allemande de Basse-Saxe, dans l'arrondissement de Lüchow-Dannenberg.

## Quartiers
Barnitz, Damnatz, Jasebeck, Kamerun, Landsatz.